# Gynoplistia (Gynoplistia) bipunctata
Gynoplistia (Gynoplistia) bipunctata is een tweevleugelige uit de familie steltmuggen (Limoniidae). De soort komt voor in het Neotropisch gebied.